# 리흐노프나트크네주노우구

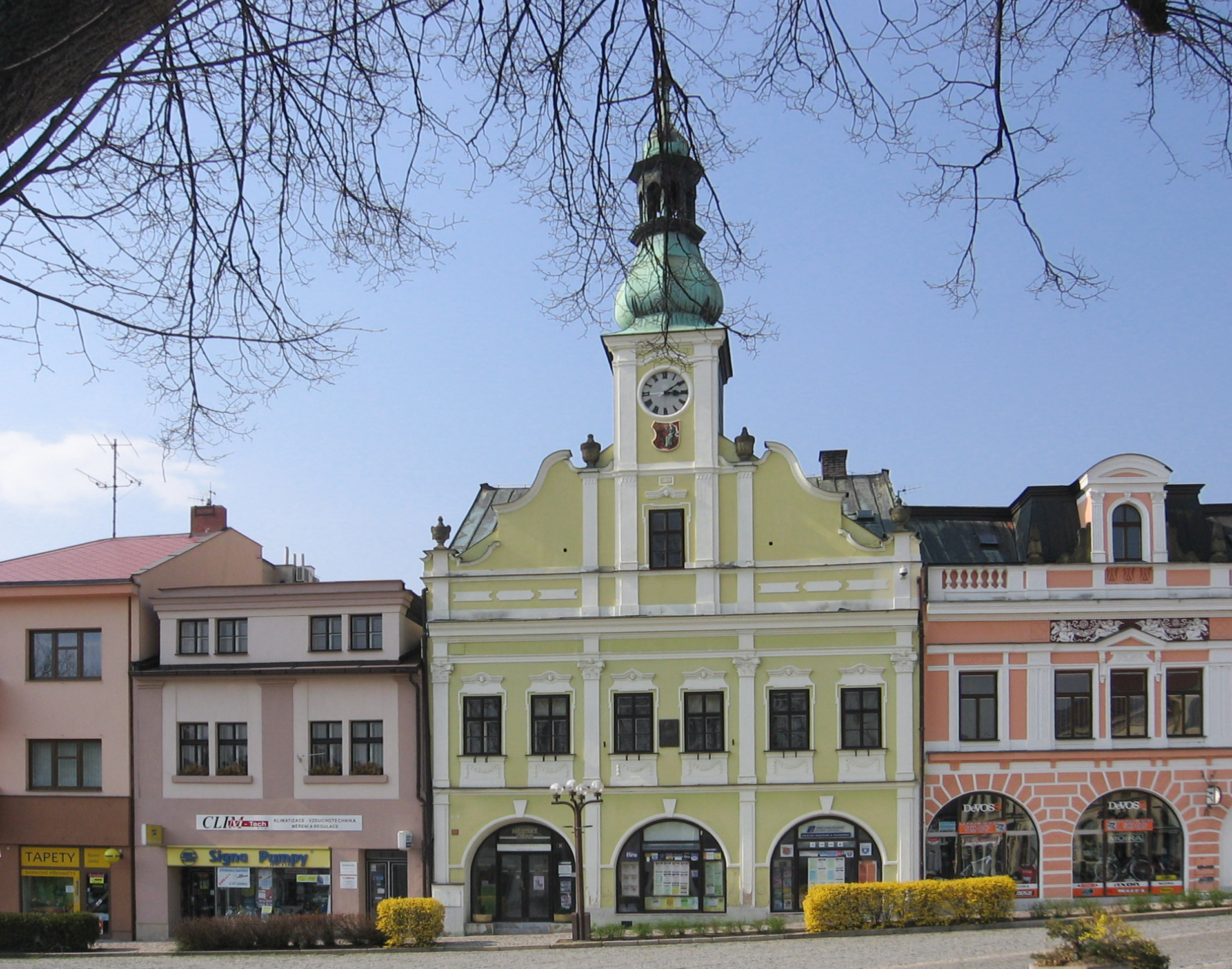
리흐노프나트크네주노우구의 행정 중심지인 리흐노프나트크네주노우

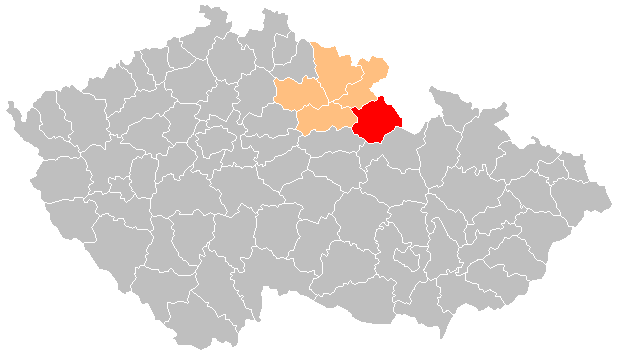
리흐노프나트크네주노우구의 위치

리흐노프나트크네주노우구(체코어: Okres Rychnov nad Kněžnou)는 체코 흐라데츠크랄로베주를 구성하는 5개 구 가운데 하나로 행정 중심지는 리흐노프나트크네주노우이며 면적은 981.78km2, 인구는 79,088명(2019년 1월 1일 기준), 인구 밀도는 81명/km2이다.
흐라데츠크랄로베주 동부에 위치하며 80개 지방 자치체(11개 시, 69개 마을)를 관할한다. 흐라데츠크랄로베주 나호트구, 흐라데츠크랄로베구, 파르두비체주 파르두비체구, 우스티나트오를리치구와 접하며 북동쪽으로는 폴란드와 국경을 접한다.